# Саид, Эдвард Вади
Э́двард Вади́ Саи́д (англ. Edward Wadie Said, араб. إدوارد وديع سعيد‎; 1 ноября 1935[…], Иерусалим — 25 сентября 2003[…] или 24 сентября 2003[…], Нью-Йорк, Нью-Йорк) — американский литературовед, историк литературы, литературный и музыкальный критик, теоретик культуры, пианист и интеллектуал палестинского происхождения. 
Автор знаменитой книги «Ориентализм», жёстко критикующей западные воззрения на Восток и обвиняющей западную науку в духовной поддержке и оправдании колониализма.
Доктор философии в области английской литературы. Профессор Колумбийского университета. Член Американской академии наук и искусств, Королевского литературного общества, Американского философского общества (2000).
Активист палестинского движения. Был членом Палестинского национального совета. Популярный журналист, жёсткий критик израильской политики в палестинском вопросе, сионизма и арабского национализма.

## Биография

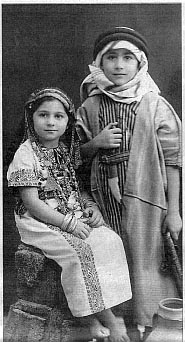
Эдвард и его сестра Розмари, будущая писательница

Родился 1 ноября 1935 года в Иерусалиме в богатой арабской семье протестантского вероисповедания.
С 1943 года семья большую часть времени проживала в Каире, но ещё они имели дом в Иерусалиме, в северной части квартала Тальбийе.
Саид получил хорошее домашнее образование, с детства говорил на двух языках, английском и арабском.
После провозглашения независимости Государства Израиль, бегства и изгнания арабского населения в 1948 году семья Саидов лишается дома в Иерусалиме и навсегда остаётся в Каире. Саид учится в Виктория-Колледж, в 1951 отправляется на учёбу в США. Бакалавриат в Принстоне, PhD в Гарварде. В 1963 году поступает на литературный факультет Колумбийского университета.
В 1966 выпускает книгу «Джозеф Конрад и автобиографический вымысел».
Начиная с 1967 года, в связи с Шестидневной войной и оккупацией Израилем Восточного Иерусалима, становится палестинским активистом.
В 1969 году выпускает книгу «Палестинский опыт».
В 1975 выходит книга «Начала» (в 1976 получает за неё награду Колумбийского университета).
В 1977 получает звание профессора английской литературы и сравнительного литературоведения.
В том же году избран в члены руководства Палестинского национального совета (ПНС).
В 1978 выпускает трактат «Ориентализм», самое известное произведение Саида.
В 1979 выпускает свой главный политический труд «Палестинский вопрос».
В 1980 году выпускает книгу «Скрывая Ислам» с критикой западного подхода к этой религии.
Принимал участие в подготовке документов декларации ПНС на алжирской сессии в 1988 году. Стремился к пересмотру наиболее жёстких формулировок Палестинской хартии с целью открыть возможность для начала мирного процесса.
В 1991 году вышел из ПНС из-за резкого несогласия с позицией Ясира Арафата, который поддержал Саддама Хусейна во время первой войны в Заливе.
Резко критиковал заключённые в Осло соглашения, называя их «инструментом палестинской капитуляции, палестинским Версалем».
Выпустил две книги, посвящённые арабо-израильским отношениям в свете мирного процесса: «Политика выселения» (1994) и «Конец мирного процесса» (2000). Участвовал в создании партии «Палестинская национальная инициатива».
Был женат. Жена — Мариам Кортас, сын Вади и дочь Наджля.
Последние двенадцать лет жил с диагнозом рака крови, подвергался интенсивной химиотерапии, радиотерапии и медикаментозному лечению, не прекращая активной жизни.
Умер 24 сентября 2003 года в Нью-Йорке. Похоронен на протестантском кладбище в Брумане, Джабаль-Лубнан, Ливан. Его надгробие указывает на то, что он умер 25 сентября 2003 года.

## Инцидент с камнем
В 2000 году Саид посетил родину своей супруги в Южном Ливане, из которого только что были выведены израильские войска. Вместе с семьёй он приехал на границу, к стене, разделяющей Ливан и Израиль. Корреспондент газеты «The New Republic» сделал фотографию, на которой Эдвард Саид собирается кинуть камень в сторону Иерусалима. Фото, подписанное «Representation of the Intellectual» (намёк на книгу Саида), было опубликовано в мировой прессе и вызвало широкий резонанс. Ряд еврейских интеллектуалов потребовал от администрации Колумбийского университета административного наказания Саида. Эти требования удовлетворены не были. Саид объяснял свой жест «символическим проявлением радости» в связи с прекращением оккупации Южного Ливана.

### Публикации произведений на русском
- Саид Э. В. Ориентализм. Западные концепции Востока / послесл. К. А. Крылова, пер. с англ. А. В. Говорунова. — СПб., 2006. — 639 с. — ISBN 5-9900557-1-4
- Саид Э. В. Ориентализм. Западные концепции Востока. изд. 2, исп. и доп. Пер. с англ. и послесловие А. В. Говорунова. — СПб.: Русский Міръ, 2016. — 671 с. — ISBN 978-5-904088-19-4
- Саид Э. В. Культура и империализм / пер. с англ. А. В. Говорунова, <послесл. А. В. Говорунова>. — СПб.: Владимир Даль, 2012. — 734 с. — ISBN 978-5-93615-096-8
- Саид Э. В. Восток путешественников и учёных: между словарной дефиницией и живой мыслью
- Саид Э. В. Предательство интеллектуалов